# Мюльберг, Гэри
Гэри Р. Мюльберг (англ. Gary R. Muelhberg; род. 27 февраля, 1949, Сент-Луис, штат Миссури, США) — американский серийный убийца, который в период с 22 марта 1990 года по 8 февраля 1993 года совершил как минимум 5 убийств  на территории города Сент-Луис, штат Миссури. Большинство жертв были проститутками. В 1995 году Гэри Мюльберг был осужден за совершение убийства мужчины, однако его причастность к совершении серии убийств девушек не была установлена. Его причастность к совершению большинства убийств была доказана лишь в начале 2022 года на основании результатов ДНК-экспертизы, благодаря чему настоящее количество жертв Мюльберга неизвестно. Мюльберг известен под прозвищем «Пакетный убийца» (англ. «Package Killer»), так как тела некоторых своих жертв он помещал в полиэтиленовые мешки для мусора и мусорные баки

## Биография
Гэри Мюльберг родился 27 февраля 1949 года в городе Сент-Луис (штат Миссури) в семье Уильяма и Кристины Мюльберг. Имел брата и сестру.  Оба родителя Гэри вели законопослушный образ жизни, не имели проблем с законом и вредных привычек, отрицательно влияющих на быт, здоровье детей и благосостояние семьи в целом. Отец Гэри служил в полиции и был ветераном Второй мировой войны. В 1950-х Уильям Мюльберг занимался общественной деятельностью. В период с 1955 года по 1957 год он входил в совет администрации нескольких районов Сент-Луиса. В 1966 году отец Гэри нашел высокооплачиваемую должность в одной из нефтяных компаний, вследствие чего в 1966 году семья Мюльберга покинула территорию штата Миссури и переехала в город Салайна на территории штата Канзас. После окончания школы, в 1968 году Гэри Мюльберг и его старший брат Рональд были призваны в Армию США, которая в то время вела войну во Вьетнаме. Гэри во Вьетнам не попал. Он проходил службу на военных базах, расквартированных на территории США, в то время как его брат принимал участие в военных действиях. 12 августа 1968 года, брат Гэри - Рональд Мюльберг погиб на войне в возрасте 21 года во время одного из боев на территории Дельты Меконга.
После окончания военной службы Гэри вернулся домой к родителям. В июне 1970 года Мюльберг женился на девушке, с которой был знаком со школьных лет, которая вскоре после свадьбы родила ему сына. В феврале 1972 года Гэри был арестован по обвинению в совершении ограбления и изнасилования 18-летней девушки на территории города Салайна. Жертва изнасилования заявила полиции, что Мюльберг совершил проникновение в ее дом в то время, когда она находилась в доме одна, после чего угрожая ножом изнасиловал ее и похитил из дома деньги и другие вещи, представляющие материальную ценность. После ареста Гэри был подвергнут судебно-медицинской экспертизы, по результатам которой был признан невменяемым. Он был признан виновным по обвинению в совершения ограбления, но был признан не подлежащим уголовной ответственности по причине невменяемости, вследствие чего ему были назначены принудительные меры медицинского характера и после одного месяца нахождения в окружной тюрьме он был этапирован в госпиталь для ветеранов, расположенный в городе Топика (штат Канзас), где он в течение нескольких последующих месяцев проходил курс психиатрического лечения. Пройдя курс лечения, в декабре того же года Мюльберг был признан не представляющим опасности для общества и был отпущен на свободу. В этот период его родители покинули территорию штата Канзас и вернулись в Сент-Луис, где отец Мюльберга  умер 5 января 1973 года от сердечного приступа.
В январе 1973 года Гэри был снова арестован по обвинению в совершении нападения на 14-летнюю девушку. Жертва заявила полиции, что Мюльберг постучался в дверь ее дома с просьбой воспользоваться телефоном. После того как ему удалось оказаться внутри дома, он угрожая ножом связал жертву, вставил ей кляп в рот и запер ее в ванной комнате. Мюльберг пытался провести обыск в доме с целью поиска денежных средств и других предметов, представляющих материальную ценность, но вынужден был бежать после того как к дому подъехал автомобиль. После того как 14-летняя жертва была обнаружена и освобождена, она заявила в полицию об инциденте. Мюльберг был идентифицирован девушкой на основании представленных ей фотографий подозреваемых и опознан рядом свидетелей, вследствие чего был вскоре арестован. На судебном процессе адвокаты Мюльберга снова требовали освободить его от уголовной ответственности по причине невменяемости, однако судебно-медицинская экспертиза на этот раз признала его вменяемым, на основании чего Гэри Мюльберг был признан виновным в совершении нападения и получил в качестве уголовного наказания 5 лет лишения свободы.  Жена Гэри после его осуждения покинула территорию штата Канзас и вскоре развелась с ним, благодаря чему все последующие годы жизни Мюльберг больше не поддерживал никаких отношений с ней и со своим сыном. В 1977 году Мюльберг получил условно-досрочное освобождение и вышел на свободу.
После освобождения он поступил в колледж «Сentral Methodist College», где изучал психологию. После окончания колледжа Гэри обучался в аспирантуре университета «Сentral Missouri State University». В 1980 году Мюльберг женился во второй раз. В этом браке родилось двое детей. В этот период Мюльберг работал учителем в школе «Hubert Wheeler School», однако вскоре он потерял интерес к своим служебным обязанностям и покинул школу. В дальнейшие годы Мюльберг испытывал проблемы с трудоустройством и испытывал материальные трудности. Он был вынужден заниматься низкоквалифицированным трудом, ремонтируя дома в Сент-Луисе. Некоторое время он работал в организации «Moolah Shrine Center», занимаясь техническим обслуживанием здания и различных сооружений на территории организации. Его отношения со второй женой резко ухудшились и в 1986 году они развелись. После развода, как и в случае развода с первой женой, в дальнейшие годы Гэри не поддерживал отношения с ней и не принимал никакого участия в воспитании детей от второго брака. В конце 1980-х Мюльберг начал вести маргинальный образ жизни. Он бросил искать легальные способы заработка и начал заниматься наркоторговлей. В подвале своего дома он соорудил из кирпичей ложную стену, за которой оборудовал тайник, где хранил десятки килограмм марихуаны. Большую часть своего свободного времени он проводил в одном из ресторанов быстрого питания, расположенного недалеко от его дома, где в скором времени он приобрел множество знакомств.
В этот период времени Гэри был замечен в пользовании услуг проституток, которых он приглашал к себе домой. В это же время пытался ухаживать за официантками и различными посетительницами ресторана быстрого питания, однако так как он имел неопрятный вид, пренебрегал правилами гигиены, имел репутацию патологического лжеца и манипулятора, в конечном итоге он не сумел после развода со второй женой снова жениться или построить серьезные романтические отношения с кем бы то ни было. В начале 1990-х Мюльберг занялся скупкой и продажей подержанных автомобилей. Он сделал попытку втянуть в этот бизнес ряд из своих друзей и знакомых, однако на этом поприще он также не имел успеха.

## Убийство Кеннета Атчисона
В начале 1993 года Гэри Мюльберг дал объявление о продаже автомобиля марки «Cadillac Fleetwodod» 1989 года выпуска. Вскоре с целью покупки автомобиля к Гэри обратился один из его знакомых 57-летний Кеннет Атчисон. 8 февраля 1993 года он отправился к дому Мюльбергу с 6000 долларов, после чего пропал без вести. Так как о том, что Атчисон намеревался купить у Мюльберга автомобиль были осведомлены ряд его родственников и знакомых, брат Кеннета — Вернон Атчисон после его исчезновения обратился в полицию, заявив что Мюльберг на следующий день после исчезновения Кеннета был замечен в одном из ресторанов быстрого питания с пистолетом и большой пачкой наличных денег. В полицию также обратился один из друзей Мюльберга, который в свою очередь заявил о том, что Гэри предлагал ему денежное вознаграждение за изготовление деревянного ящика длиной около 2 метров, который мог использоваться в качестве гроба.
Примерно через шесть недель после того как Атчисон исчез — в полицию обратился ещё один знакомый Мюльберга по имени Рон Силанкас. Он утверждал, что Мюльберг пытался нанять его для погрузочно-разгрузочных работ, которые они должны были совместно произвести в подвале дома Гэри. Силанкас заявил, что Мюльбергу требовалось вынести из подвала множество предметов и вещей, которые затем нужно было вывезти на одну из близлежащих свалок. Согласно утверждениям Силанкаса, в подвале находился самодельный гроб, грубо сделанный из фанерных листов, из которого торчали наружу носки мужских туфель. В качестве оплаты за проделанную работу Мюльберг обещал подарить Рону автомобиль «Mercury Cougar» 1984 года выпуска, однако Силанкас отказался от предложенной работы и вознаграждения. После получения этой информации, полиция отправилась с ордером на обыск к дому Мюльберга, однако на тот момент Мюльберг успел сбежать и находился уже за пределами штата Миссури. Совершив взлом и проникновение в апартаменты Мюльберга, полиция в ходе обыска дома обнаружила труп Кеннета Атчисона, который находился в подвале, после чего Мюльберг был объявлен в розыск.
В результате судебно-медицинской экспертизы было установлено, что перед смертью Атчисон был подвергнут пыткам. Его руки были закованы в наручниках. Он умер от удушения, но перед этим Мюльберг нанес ему несколько ножевых ранений и огнестрельных ран. После розыскных мероприятий, в конечном итоге Гэри Мюльберг был найден и арестован на территории округа Уэйн (штат Иллинойс) 27 марта 1993 года. На допросе он признал тот факт, что был знаком с жертвой и тот факт, что труп находился в подвале его дома, но он отказался признать себя виновным в совершении убийства Кеннета Атчисона. Мюльберг заявил, что убийство совершил один из его знакомых по имени Чак Николс, бывший его работодатель, владелец одной из строительных компаний в Сент-Луисе, который согласно утверждениям адвокатов Мюльберга также имел желание приобрести автомобиль Мюльберга «Cadillac Fleetwodod» 1989 года выпуска. Согласно версии Мюльберга, во время обсуждения деталей покупки автомобиля между Николсом и Атчисоном произошел спор и драка, в результате которого бывший работодатель Гэри убил Атчисона. В качестве подтверждения своей версии Мюльберг предоставил сотрудникам правоохранительных органов информацию о том, что «Cadillac Fleetwodod» 1989 года выпуска в конечном итоге был продан его бывшему работодателю, а орудие убийства спрятано в доме брата Чака Николса. Эта информация была подтверждена, пистолет 22-го калибра, послуживший орудием убийства был обнаружен на чердаке дома Уилтона Николса, а автомобиль Мюльберга впоследствии был обнаружен во владении дочери Чака Николса. Подозрения в адрес братьев Николс усилились после того, как правоохранительные органы установили, что братья помимо строительного бизнеса занимались наркоторговлей и впоследствии были осуждены, но тем не менее, впоследствии именно Мюльбергу было предъявлено обвинение в совершении убийства Кеннета Атчисона. В сентябре 1995 года он был признан виновным, после чего суд в ноябре того же года назначил ему уголовное наказание в виде пожизненного лишения свободы без права на условно-досрочное освобождение.

## Разоблачение в серийных убийствах
После осуждения адвокаты Мюльберга подали апелляцию, которая была отменена в 1999 году. За годы заключения он заслужил репутацию образцового заключенного и не подвергался взысканиям за нарушение правил режима содержания. В марте 2022 года на основании результатов ДНК-экспертизы была установлена причастность Мюльберга к совершению убийств 18-летней Робин Миэн, 27-летней Бренды Прюитт, 40-летней Донны Ритмейер и 21-летней Сэнди Литтл. Все девушки были убиты на территории Сент-Луиса в период с марта по сентябрь 1990 года. Большая часть из убитых была замечена в занятии проституцией. Некоторые из жертв были обнаружены завернутыми в полиэтиленовые мешки черного цвета, предназначенные для хранения бытового мусора. Тело одной из жертв преступник поместил в деревянный ящик, после чего сбросил его, а тело другой поместил между двумя матрасами, после чего связал матрасы и сбросил эту конструкцию вместе с трупом на одной из свалок Сент-Луиса. Так как в ходе расследования, личность виновного в совершении этих убийств на протяжении 30 последующих лет установлена не была, СМИ и полиция дали ему прозвище «Пакетный убийца» (англ. «Package Killer»). Расследование убийств было возобновлено в 2008 году, когда метод применения ДНК-технологии в расследовании нераскрытых дел в различных штатах США показал высокую эффективность. После разоблачения, Мюльберг был допрошен сотрудниками полиции на территории тюрьмы «Potosi Correctional Center», где он отбывал свое уголовное наказание. Ознакомившись с результатами ДНК-анализа, Гэри Мюльберг выразил желание сотрудничать со следствием. В августе 2022 года он полностью признал свою причастность к совершению убийств четырех девушек и поведал следователям детали совершения убийств. Помимо признательных показаний в совершении убийств Робин Миэн, 27-летней Бренды Прюитт, 40-летней Донны Ритмейер и 21-летней Сэнди Литтл, Мюльберг заявил о том, что в указанный период времени он убил еще одну девушку, личность которой так никогда и не была установлена. В материалах уголовного дела он проходит под кодовым именем «Джейн Доу». Мюльберг утверждал, что эта девушка являлась последней его жертвой. Согласно его показаниям, она также зарабатывала на жизнь проституцией и была убита в 1991 году.
19 сентября 2022 года Гэри Мюльбергу прокуратурой округа Сент-Луис были предъявлены обвинения в совершении четырех убийств

## Список жертв
- 18-летняя Робин Миэн. Девушка пропала без вести 22 марта 1990 года. Несмотря на юный возраст, Робин на момент своей гибели являлась матерью двоих детей, страдала наркотической зависимостью и зарабатывала на жизнь проституцией. Девушка работала совместно со своей подругой по имени Фэй Спаркс. С целью избегать неприятностей при работе с клиентами и обезопасить свою жизнь, Миэн и Спаркс во время работы держали друг друга на виду, записывали автомобильные номера клиентов друг друга и старались никогда не садиться вдвоем в один и тот же автомобиль. По свидетельствам брата Миэн, в день исчезновения Робин вследствие наркозависимости отчаянно нуждалась в наркотических средствах, вследствие чего пренебрегла правилами и села в автомобиль, водитель которого, как и номерной знак автомобиля находился вне зоны видимости Фэй Спаркс, благодаря чему из-за отсутствия свидетелей расследование по делу об исчезновении Робин Миэн результата не дало. На допросах Мюльберг заявил, что после похищения он совершил на нее нападение, в ходе которого избил ее и нанес ей ряд колото-резаных ран, в том числе рану головы. Подавив сопротивление жертвы, в течение последующих нескольких дней Мюльберг держал жертву в подвале своего дома, где подвергал сексуальному насилию и различным пыткам, после чего задушил. Труп Робин Миэн Гэри Мюльберг выбросил через четыре дня после похищения вдоль недалеко от автомагистрали, на расстоянии 60 миль к северо-западу от Сент-Луиса в округе Линкольн. Он поместил труп между двумя матрасами, которые затем связал[16][17].
- 27-летняя Бренда Прюитт. Девушка также занималась проституцией и пропала без вести 5 мая 1990 года. Ее скелетированные останки были обнаружены 5 октября того же года, завернутые в полиэтиленовые мешки для мусора. В ходе расследования полиция обнаружила на одном из пакете этикетку производителя мусорных пакетов и обнаружила что они были связаны электрическим кабель фирмы «Conex», который использовался рядом строительных компаний Сент-Луиса для прокладки электропроводки во время ремонтов квартир и домов. Так как фрагментом такого же кабеля были связаны матрасы, между которых находилось тело Робин Миэн, полиция связала оба убийства и впервые предположила, что в Сент-Луисе действует серийный убийца.  Установив что пакеты для мусоры были произведены организацией под названием «Beiner Hardware», полиция опросила сотрудников организации и получила список постоянных клиентов компании, однако Гэри Мюльберг в число подозреваемых не попал, несмотря на то, что на тот момент работал в строительной компании «Cherick Construction». Личность Бренды Прюитт была идентифицирована только лишь в марте 1991 года на основании судебно-медицинской экспертизы стоматологических рентгеновских снимков[18].
- 40-летняя Донна Ритмейер пропала без вести в начале июня 1990 года. В последний раз она была замечена на одной из улиц Сент-Луис, направляющейся на встречу со знакомым. Ритмейер являлась матерью троих детей, но вела маргинальный образ жизни. Согласно сообщениям ее родственников, незадолго до гибели Донна стала увлекаться наркотическими средствами и приобрела наркозависимость. Она была замечена в занятии проституцией и неоднократно подвергалась арестам по обвинению в этом. Ее труп был обнаружен 11 июня 1990 года, обернутым полиэтиленовыми пакетами для мусора и помещенным в мусорный контейнер[11][19][20].
- 21-летняя Сэнди Литтл пропала без вести 4 сентября 1990 года. Девушка имела сына, но вела маргинальный образ жизни. После смерти родителей в раннем детстве, все последующие годы Литтл провела в приемных семьях и детских домах. Девушка бросила школу будучи ученицей старших классов, после чего сбежала из дома. Незадолго до своей гибели Сэнди Литтл проживала в доме своего молодого человека. который являлся отцом ее ребенка. По свидетельствам ее жениха, а также остальных родственников, несмотря на социально-неблагополучные условия жизни и материальные трудности, Сэнди Литтл не была замечена в занятии проституцией, а ее похищение произошло в период времени, когда ее жених за совершение незначительного правонарушения находился в окружной тюрьме. Ее скелетированные останки были обнаружены только лишь 17 февраля 1991 года на обочине межштатной автомагистрали I-70 на расстоянии 30 миль от Сент-Луиса. После совершения убийства, Гэри Мюльберг поместил тело девушки в деревянный ящик, после чего сбросил его. На останках девушки, как и на трупах Робин Миэн и Бренды Прюитт была обнаружена собачья шерсть. После разоблачения, Гэри Мюльберг заявил что в начале 1990-х годов действительно держал в своем доме собаку[11][16].
- «Джейн Доу». Личность неустановлена. В 2022 году Мюльберг заявил на допросе, что подобрал посадил эту женщину в свой автомобиль  на юге Сент-Луиса, как и других своих жертв. Он рассказал следователям, что не может вспомнить порядок, в котором он убивал женщин, но, утверждал, что дольше всех в подвале своего дома  хранил останки этой жертвы, личность которой осталась неопознанной. Мюльберг предположил, что жертва была убита в 1990-м или 1991 году и первоначально ее труп находился в картонной коробке больших размеров, которая пришла в негодность из-за высокой степени разложения тела убитой, после чего он купил стальную бочку и поместил останки жертвы внутрь бочки. Согласно утверждениям Мюльберга, он сбросил бочку с трупом убитой женщины недалеко от автомойки самообслуживания под названием «Ram Jet вдоль Natural Bridge» на территории округа Сент-Луис в небольшом городе Беркли. Сын владельца автомойки в октябре 2022 года во время опроса сотрудниками полиции заявил, что в 1990-м или 1991 году недалеко от автомойки действительно была обнаружена стальная бочка, внутри которой находились разложившиеся останки женщины, однако по его словам инцидент имел место в городе Пейдждейл, где его отец владел еще одной автомойкой. В ходе расследования Полиция Пейдждейла сообщила, что старые полицейские записи были уничтожены в 2000-х годах, а среди записей в бюро судебно-медицинской экспертизы округа Сент-Луис никаких сведений об обнаружении трупа женщины в соответствующем тому периоду времени также найдено не было. После этого следователи показали Мюльбергу  фотографии обеих автомоек и поведали ему сведения о том, что труп женщины, находящийся в стальной бочке был обнаружен недалеко от автомойки, расположенной в Пейдждейле, а не в Беркли, однако Мюльберг не признал этого несоответствия и продолжал настаивать, что труп жертвы был сброшен им на территории города Беркли[21].